# Dileu Vechi, Mureș
Dileu Vechi (în trecut Dileul Român) este un sat în comuna Ogra din județul Mureș, Transilvania, România. Satul a fost atestat documentar în 1344, ca Delleu, iar satul Ogra în 1376 ca Wgra.

## Imagini

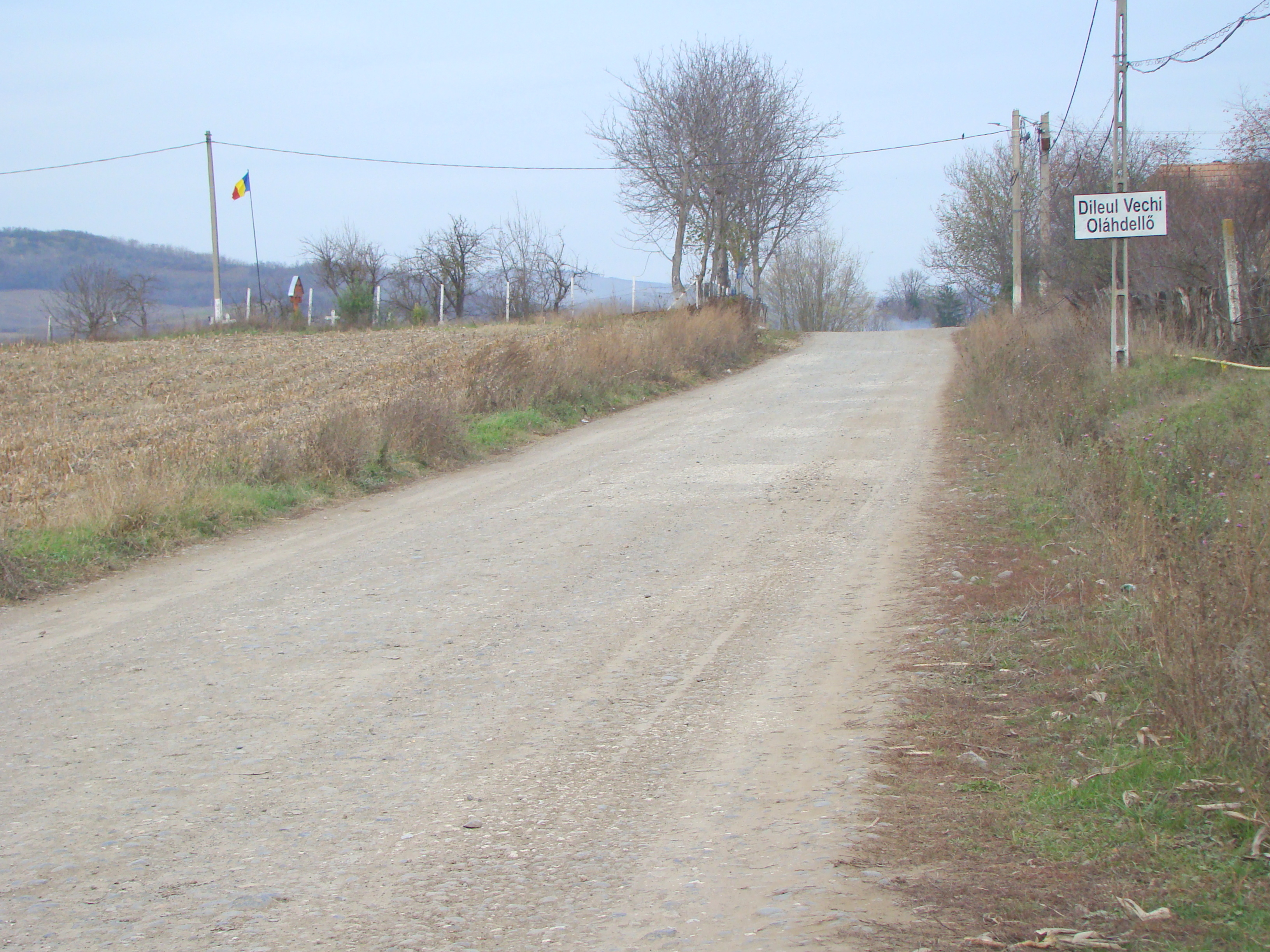
Intrarea în localitate
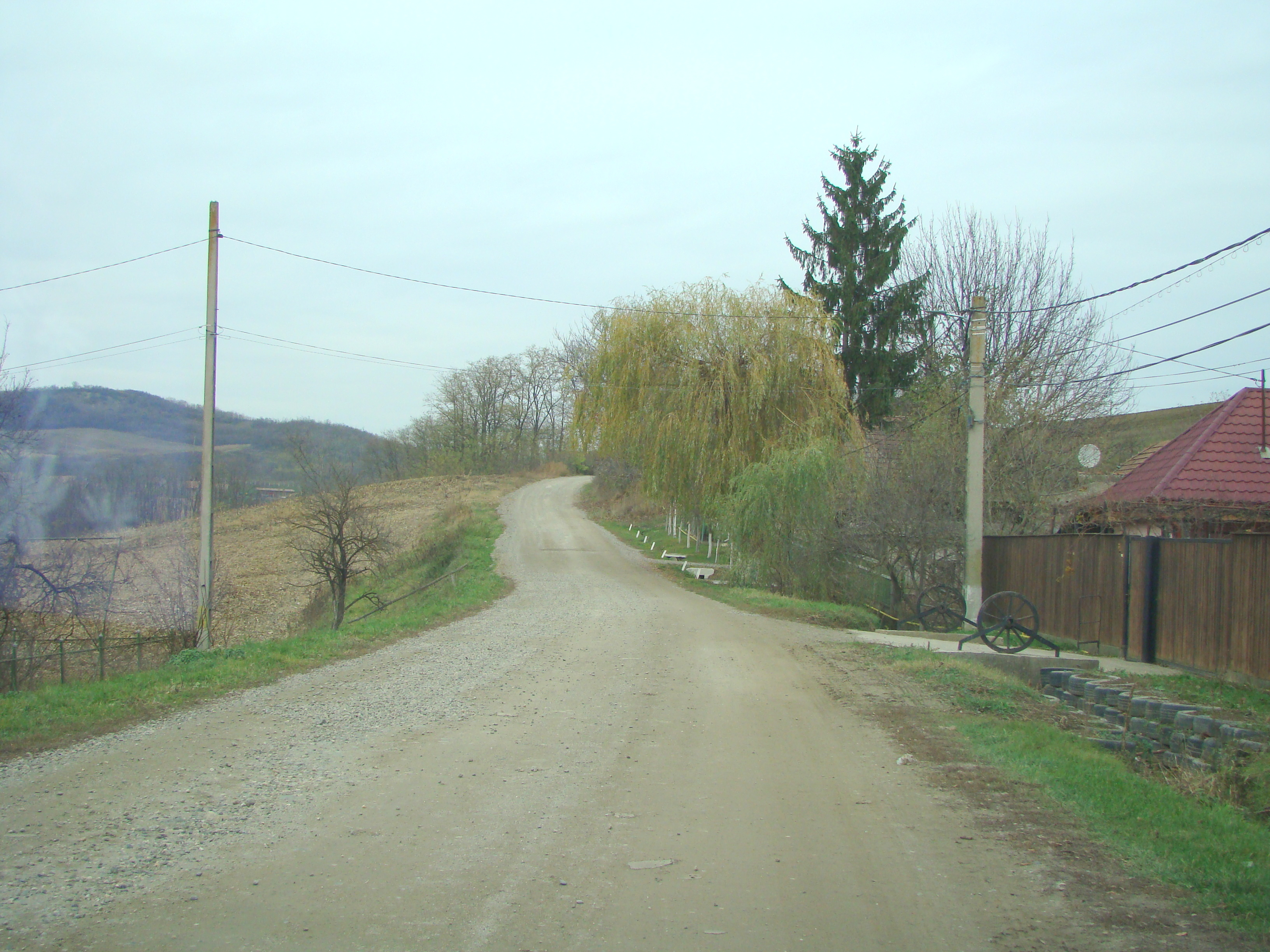
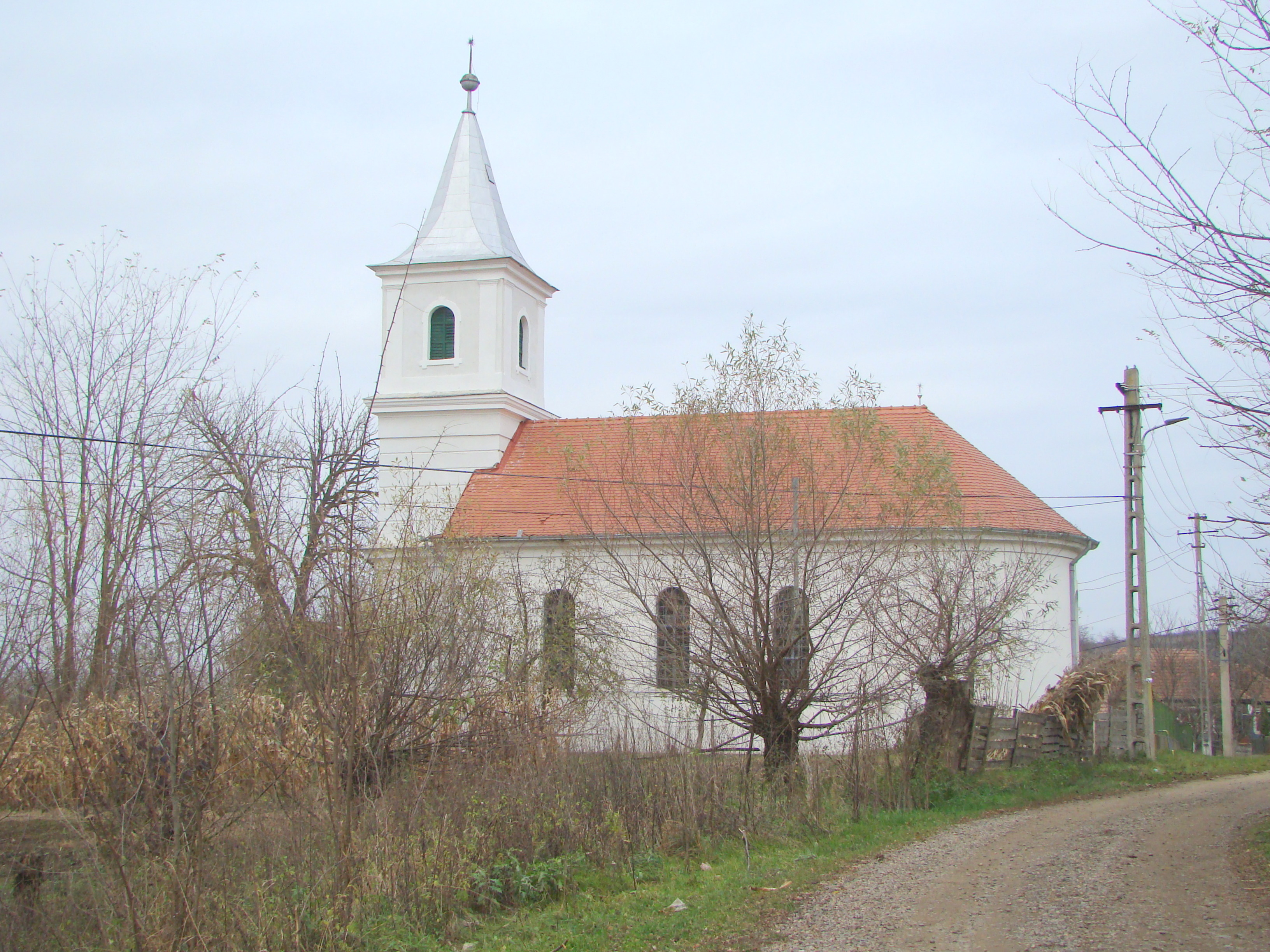
Biserica reformată (1908)
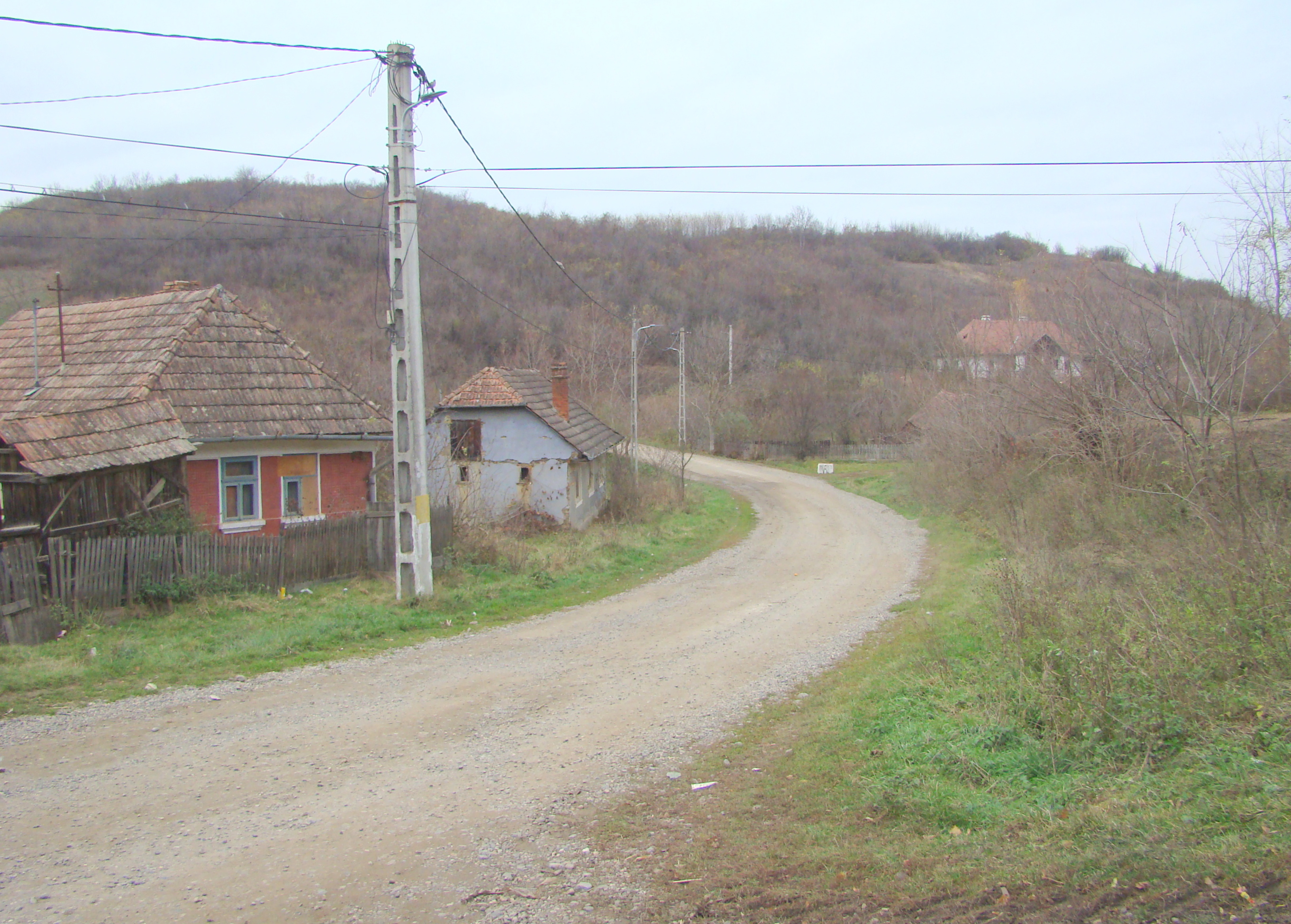